# François de Rose
François de Rose, diplomata francês, (Carcassona, França, 3 de novembro de 1910 — Paris, França, 23 de março de 2014) é um diplomata francês.
Começou em 1937 uma carreira diplomática especializando-se nas questões atómicas. Em 1956 é chefe dos Serviços dos Pactos, dos Negócios Atómicos e Espaciais do Ministério dos Negócios Estrangeiros. Por essa altura  é membro da Comissão para a Energia Atómica e em 1961 é nomeado adjunto ao chefe do Estado-Maior general da Defesa Nacional. Em 1964 é nomeado embaixador em Portugal. De volta a França em 1970 foi nomeado representante permanente junto da Organização do Tratado do Atlântico Norte (NATO), funções que ocupou até 1974
.

## CERN
François de Rose foi um dos  pais fundadores da Organização Europeia para a Pesquisa Nuclear cujo acrónimo CERN provém da sua primeira designação em  francês Conseil Européen pour la Recherche Nucléaire, um organismo provisório instituído em 1952,  criada com o apoio da UNESCO e que tinha por objectivo no fim da segunda guerra mundial "promover a colaboração entre países europeus na área da investigação no domínio da Física da Altas Energias (FAE).
François de Rose foi presidente do Conselho do CERN de 1958 a 1960, período durante o qual preparou a expansão do CERN no território francês - o chamado sítio de Meyrin é cortado a meio pela linha da fronteira franco-suíça, e o sítio de Prévessin fica inteiramente em território francês.
Os outros pais fundadores do CERN foram  Pierre Auger, Raoul Dautry e Lew Kowarski pela França, Edoardo Amaldi pela Itália e Niels Bohr pela Dinamarca.

## Aideia
Curiosamente a ideia de uma organização deste género foi-lhe exposta por um americano, Robert Oppenheimer, cientista que havia sido educado na aura da ciência europeia e lhe disse, em substância: "Não seria normal que a Europa dependa dos Estados Unidos ou da URSS para fazer a pesquisa fundamental. Ela necessitará de grandes máquinas e vocês devem unir-se para as poderem construir". Desde 1949 na companhia de Francis Perrin,  físico francês, deslocaram-se a vários capitais europeias para ver a reacção dos responsáveis que foi péssima, pois cada país pensava que meter fundos numa organização iria tirar meios financeiros à pesquisa nacional. O preconceito da pesquisa nuclear também não ajudava à saída da II Guerra Mundial, e a presença de Frédéric Joliot-Curie à frente do Comissariado da energia atómica francesa também não ajudava visto ser  um membro importante do partido comunista.
"A ideia tinha sido lançada e hoje são os americanos que vêm à Europa para fazer a pesquisa fundamental. Penso que Oppenheimer tinha previsto isso. Mas acho esta reviravolta de situação extraordinária".

## 50 anos do CERN
François de Rose disse durante uma cerimónia dos "50 anos do CERN" :
"Le CERN est l’une des réalisations auxquelles je suis le plus fier d’avoir contribué. Je reste très attaché à cette institution non seulement parce que je m’y suis fait beaucoup d’amis mais aussi pour la noblesse de sa cause." 
O CERN é uma das realizações das quais estou mais orgulhoso de ter participado. Continuo muito ligado a esta instituição não só porque aqui fiz muitos amigos, mas também pela nobreza das suas causas.

## O seu centenário no CERN
O CERN fez uma cerimónia pelo centésimo aniversário François de Rose a 24 Novembro de 2010, onde estavam presentes alguns dos antigos directores do Cern ou presidentes do Conselho. Durante a estadia onde visitou as instalações actuais não deixou de se referir às que tinha visto pelos 50 anos do CERN. Duas frases pronunciadas durante a visita e a cerimónia:
"'As ideias de progresso, de paz e de universalidade que presidiram à criação do CERN foram mantidas e aprofundadas ao longo dos anos o que prova a até que ponto as suas ideias eram justas. Os seus desejos mais inconcebíveis foram ultrapassados." 
"Sabe, não é uma façanha chegar aos 100 anos. Com um pouco de paciência, acaba por lá se chegar. Por outro lado, vocês realizam aqui façanhas todos os dias no CERN. Ao deixar a organização preveniu que viria para a descoberta do bosão de Higgs, "dentro de dois anos", preveniu.

## Ligações Externas
- Message de F. de Rose - 50 ans du CERN
- CERN Courier, entrevista dos 100 anos de François de Rose
- Rendez-vous avec l’histoire
- Portugal nos "50 anos de CERN"